# حرفه تازه او
حرفه تازه او (به انگلیسی: His New Profession) یا (The Good for Nothing) فیلمی کوتاه و صامت، به نویسندگی و کارگردانی و تدوین و بازی چارلی چاپلین و تولید سال ۱۹۱۴ می‌باشد.

## داستان
مردی، دایی ویلچری اش را به چارلی می‌سپارد و به نزد دختر مورد علاقه اش می‌رود. اما بعداً چارلی به خاطر آن دختر با مرد درگیر می‌شود؛ و پس از این که مرد با پلیس درگیر می‌شود، چارلی با دختر می‌رود.

## بازیگران
- چارلی چاپلین به عنوان چارلی
- چارلی چیس به عنوان خواهرزاده
- سیسیل آرنولد به عنوان دختر با تخم مرغ
- هری مک‌کوی به عنوان پلیس
- راسکو آرباکل به عنوان متصدی بار
- هلن کرادرز به عنوان یک زن
- چارلز ماری به عنوان مشروب خور
- جس دندی به عنوان دایی ویلچری
- ویویَن اِدواردز